# The Devil's Needle
The Devil's Needle è un film muto del 1916 diretto da Chester Withey che ne firma anche la sceneggiatura insieme a Roy Somerville. Prodotto dalla Fine Arts Film Company, aveva come interpreti Tully Marshall, Norma Talmadge, Marguerite Marsh.

## Trama
Il ricco signor Mortimer impedisce il fidanzamento tra la figlia Wynne e David, un artista spiantato. Dopo la rottura, il pittore, spinto anche da Rene, la sua modella, comincia a drogarsi per sfuggire alla triste realtà. Ma Wynne, sempre innamorata, trova il coraggio di opporsi al padre e fugge con David il quale, però, ormai è dipendente dalla droga e non riesce a disintossicarsi. Così, a Wynne non resta che tornare a casa del padre. Il rapporto tormentato tra i due coniugi non si interrompe: David, messo davanti alla drastica decisione della moglie, riesce a vincere la sua dipendenza. Lei, dal canto suo, decide di tornare da lui. Per farlo, deve andarlo a cercare nei bassifondi, in un quartiere pericoloso dove sta per essere aggredita. David giunge in tempo a salvarla e la coppia, finalmente riunita, progetta insieme un avvenire più sereno.

## Produzione
Il film fu prodotto dalla Fine Arts Film Company.

## Distribuzione
Distribuito dalla Triangle Distributing, il film uscì nelle sale cinematografiche degli Stati Uniti il 13 agosto 1916 ma non ne venne registrato il copyright fino a quando non ne venne fatta una riedizione nel 1923 dalla Tri-Stone Pictures.

## Conservazione
Copia completa della pellicola viene conservata negli archivi della Library of Congress di Washington.